# Ctenus bicolor
Ctenus bicolor là một loài nhện trong họ Ctenidae.
Loài này thuộc chi Ctenus. Ctenus bicolor được Philip Bertkau miêu tả năm 1880.
1. ↑  Platnick, Norman I. (2010): The world spider catalog, version 10.5. American Museum of Natural History.

biologie|2011|10|21}}